# Ліпка (Мазовецьке воєводство)
Ліпка (пол. Lipka) — село в Польщі, у гміні Клембув Воломінського повіту Мазовецького воєводства.
Населення — 239 осіб (2011).
У 1975-1998 роках село належало до Остроленцького воєводства.

## Демографія
Демографічна структура станом на 31 березня 2011 року:
|          | Загалом | Допрацездатний вік | Працездатний вік | Постпрацездатний вік |
| -------- | ------- | ------------------ | ---------------- | -------------------- |
| Чоловіки | 115     | 25                 | 72               | 18                   |
| Жінки    | 124     | 23                 | 69               | 32                   |
| Разом    | 239     | 48                 | 141              | 50                   |